# Russell Crowe
Russell Ira Crowe (Wellington, 7. travnja 1964.), novozelandski glumac.
U glumi se prvi put okušao u TV seriji Police Rescue još 1990-ih. U kasnim 1990-ima pojavio se u filmovima Divlji korak, te L.A. Povjerljivo (1997.). Godine 2001. osvojio je Oscara za najbolju ulogu u filmu Gladijator.

## Privatni život
Russel Crowe je od 2003. godine oženjen s poznatom američkom pjevačicom Danielle Spancer. Upoznali su se tijekom snimanja filma The Crossing 1990. godine. S njom im dvoje djece: sina Charlesa (rođ. 2003) i Tennysona (rođ. 2006.) godine. Prije svoga vjenčanja bio je u vezi s glumicom Meg Ryan tijekom snimanja filma Dokaz života 2000. godine. Većinu svoga vremena provodi u Australiji.

## Filmografija
- 1992. - Tvornica snova,
- 1992. - Divlji korak,
- 1993. - Trenutak sreće,
- 1995. - Brzi i mrtvi,
- 1997. - L.A. Povjerljivo,
- 1997. - Nebo gori,
- 1999. - Asovi s Aljaske,
- 1999. - Probuđena savjest,
- 2000. - Gladijator, (Oscar za najboljeg glumca),
- 2000. - Dokaz života,
- 2001. - Genijalni um,
- 2003. - Gospodar i ratnik: Daleka strana svijeta,
- 2006. - Dobra godina,
- 2007. - U 3:10 za Yumu,
- 2007. - Američki gangster,
- 2008. - Tijelo od laži
- 2009. - U vrtlogu igre
- 2010. - Sljedeća tri dana
- 2010. - Robin Hood
- 2012. - Jadnici

## Vanjske poveznice
- Russell Crowe u internetskoj bazi filmova IMDb-u (engl.)